# Municipio de Washington (condado de Starke)
El municipio de Washington (en inglés: Washington Township) es un municipio ubicado en el condado de Starke en el estado estadounidense de Indiana. En el año 2010 tenía una población de 3003 habitantes y una densidad poblacional de 32,04 personas por km².

## Geografía
El municipio de Washington se encuentra ubicado en las coordenadas 41°18′26″N 86°31′6″O / 41.30722, -86.51833. Según la Oficina del Censo de los Estados Unidos, el municipio tiene una superficie total de 93.74 km², de la cual 93,59 km² corresponden a tierra firme y (0,16 %) 0,15 km² es agua.

## Demografía
Según el censo de 2010, había 3003 personas residiendo en el municipio de Washington. La densidad de población era de 32,04 hab./km². De los 3003 habitantes, el municipio de Washington estaba compuesto por el 97 % blancos, el 0,17 % eran afroamericanos, el 0,6 % eran amerindios, el 0,03 % eran asiáticos, el 1,43 % eran de otras razas y el 0,77 % eran de una mezcla de razas. Del total de la población el 4,1 % eran hispanos o latinos de cualquier raza.